# Тимофеева, Татьяна Петровна
Татья́на Петро́вна Тимофе́ева (1 февраля 1953, Владимир — 25 февраля 2025, Владимир) — российский историк архитектуры, краевед, поэтесса.

## Биография
Окончила Горьковский государственный университет. С 1977 года работала во Владимиро-Суздальском историко-архитектурном и художественном музее-заповеднике — заведующая сектором исследования памятников архитектуры.
Один из ведущих краеведов города Владимира, общий тираж её книг насчитывает сотни тысяч экземпляров.
Умерла 25 февраля 2025 года во Владимире после продолжительной тяжёлой болезни в возрасте 72 лет.

## Избранные труды
Источник — Электронные каталоги РНБ
- Тимофеева Т. П. Белокаменное зодчество Владимиро-Суздальской Руси. — Владимир: Аркаим, 2007. — 16 с. — 5000 экз. — ISBN 593767034-5.
  - . — Владимир: Аркаим, 2010. — 16 с. — 5000 экз.
- Тимофеева Т. П. Владимир. — Владимир: Аркаим, 2004. — 78 с. — 10 000 экз. — ISBN 5-93767-012-4.
  - . — Владимир: Аркаим, 2005. — 78 с. — 5000 экз. — ISBN 5-93767-012-4.
  - . — 2-е изд., доп. — Владимир, 2009. — 78 с. — 4000 экз. — ISBN 978-5-93767-041-0.
- Тимофеева Т. П. Владимир : путеводитель. — М.: Гранд-Холдинг, 2008. — 95 с.
- Тимофеева Т. П. Золотые ворота во Владимире. — М.: Сев. паломник, 2002. — 64 с. — (Памятники художественной культуры Древней Руси). — 5000 экз. — ISBN 5-94431-026-X.
- Тимофеева Т. П. Суздаль. — Владимир: Аркаим, 2003. — 79 с. — 10 000 экз. — ISBN 5-93767-011-6.
  - . — Владимир: Аркаим, 2004. — 79 с. — 5000 экз. — ISBN 5-93767-011-6.
- Тимофеева Т. П., Заграевский С. В. Памяти Андрея Боголюбского : сборник статей. — М. ; Владимир: издатель С. В. Заграевский, 2009. — 266 с. — ISBN 978-5-8443-0045-5.
- Тимофеева Т. П. и др. Все музеи Владимира, Суздаля, Гусь-Хрустального : Справочник-путеводитель. — Владимир: Посад, 1998. — 155 с. — 110 000 экз. — ISBN 5-86953-037-7.
- Тимофеева Т. П., Новаковская-Бухман С. М. Церковь Покрова на Нерли. — М.: Сев. паломник, 2004. — 80 с. — (Памятники художественной культуры Древней Руси). — 2000 экз. — ISBN 5-94431-122-3.
- Тимофеева Т. П., Новаковская-Бухман С. М., Нерсесян Л. В., Скворцов А. И. Дмитриевский собор во Владимире. — М.: Сев. паломник, 2004. — 104 с. — (Памятники художественной культуры Древней Руси). — 2000 экз. — ISBN 5-94431-049-9.

Автор более 200 научных и научно-популярных статей в журналах «Советский архитектор», «Российский архитектор», научных сборниках.

## Награды
- Заслуженный работник культуры РФ
- областная премия в области культуры, искусства и литературы (дважды).